# La Légende des Démons des Mers
La Légende des Démons des Mers (Legend of the Sea Devils) est le deuxième épisode spécial faisant partis d'une série d'épisodes spéciaux diffusé durant l'année 2022 de la seconde série télévisée britannique Doctor Who. Il a été diffusé le 17 avril 2022 sur BBC One et voit le retour des Démons des Mers (Sea Devils en VO) déjà apparue en 1972 dans The Sea Devils et en 1984 dans Warriors of the Deep.

## Résumé
En 1807 en Chine, la reine-pirate Madame Ching attaque un village et, à l'aide d'une gemme incandescente, libère involontairement le Démon des Mers Marsissus qui était piégé en tant que statue de pierre. Marsissus tue alors Ying Wai, le père du jeune Ying Ki, dont la tâche était de le contenir emprisonné. Le Docteur, Yaz et Dan arrivent pour affronter Marsissus et enquêter sur le village. Ying Ki et Dan prennent la gemme, se séparent et nagent vers le navire de Madame Ching pour se venger. Elle révèle qu'elle en a après le trésor du légendaire marin Ji-Hun qui a disparu à la recherche du trésor perdu du Flor de la Mar, car elle en a besoin pour payer la rançon de son équipage kidnappé, y compris ses deux jeunes fils. Les Démons des Mers lâchent un léviathan, le Huasen, sur le navire de Madame Ching.
Le Docteur et Yaz voyagent 274 ans en arrière et voient un Démon des Mers trahir Ji-Hun à bord du navire de ce dernier. De retour en 1807, ils tentent de retrouver l'épave, 
en vain. Le Huasen emmène le TARDIS, avec le Docteur et Yaz à l'intérieur, dans le repaire sous-marin des Démons des Mers. Les Démons des Mers cherchent une gemme, la Keystone, pour exécuter leur plan. Prétendant qu'ils l'ont, le Docteur et Yaz l'utilisent comme levier pour monter à bord du vaisseau de Ji-Hun, qui a été modernisé avec une technologie extraterrestre. On leur montre Ji-Hun, qui a été maintenu en vie en stase. Il révèle qu'il a trompé les Démons des Mers dans leur accord. Marsissus découvre le bluff du Docteur car le Huasen a découvert la Keystone.
Ji-Hun, le Docteur et Yaz montent à bord du navire de Ching. Ji-Hun découvre que Ying Ki est le descendant de son membre d'équipage le plus fiable Lei Bao à qui il a donné la Keystone avant qu'il s'échappe du navire de Ji-Hun. Marsissus s'empare de la Keystone juste au moment où le Docteur réalise le plan des Démons des Mers qui est de l'utiliser pour inonder la Terre.
Les protagonistes combattent les Démons des Mers à bord du navire de Madame Ching. Le Docteur manipule la technologie extraterrestre du vaisseau de Ji-Hun, mais pour la détruire, il faut que deux câbles soient maintenus ensemble. Le Docteur se porte volontaire pour rester en arrière pendant que les autres s'échappent, mais Ji-Hun propose de se sacrifier à la place.
Madame Ching annonce qu'elle compte garder Ying Ki et le prendre sous son aile pour s'excuser d'avoir provoqué la mort de son père en libérant le Démon des Mers et récupère suffisamment de trésors pour payer la rançon. Dan téléphone à son amoureuse Diane. Yaz avoue ses sentiments amoureux envers le Docteur, qui la refuse à contrecœur par peur d'être blessée tout en affirmant à quel point Yaz est spéciale pour elle et souhaite qu'elles restent ensemble pour toujours.

## Distribution
- Jodie Whittaker - Treizième Docteur
- Mandip Gill – Yasmin Khan
- John Bishop – Dan Lewis
- Crystal Yu – Madame Ching
- Craige Els – Chef Démon des Mers/Marsissus
- Arthur Lee – Ji-Hun
- David K. S. Tse – Ying Wai
- Jon Davey – Démon des Mers
- Simon Carew – Démon des Mers
- Chester Durrant – Démon des Mers
- Richard Price – Démon des Mers
- Mickey Lewis – Démon des Mers
- Andrew Cross – Démon des Mers
- Nadia Albina – Diane